# Branford Marsalis
Branford Marsalis (født  24. august 1960 i Breaux Bridge, Louisiana, USA)
er en amerikansk saxofonist. 
Marsalis, der er bror til trompetisten Wynton Marsalis, studerede på Berkeley School of music, og i 1980 kom han med i Art Blakeys Jazz Messengers. Han turnerede med Herbie Hancock i 1981, og freelancede rundt i USA. Han spillede så med rockstjernen Sting i hans band, som blev dannet i 1985, hvor de indspillede hitpladen Dream of the Blue Turtles. Branford Marsalis spillede med med Sting til midt i 90'erne.
Han har indspillet med Lionel Hampton, Gil Evans, Dizzy Gillespie, Miles Davis, Ed Thigpen og sin bror Wynton Marsalis.
Han har ledet sine egne kvarteter og kvinteter op gennem 80'erne til nu.